# Mario Mazzoni
(Gianni Antonucci)
Mario Mazzoni (Firenze, 29 marzo 1931 – Firenze, 17 maggio 2019) è stato un calciatore e allenatore di calcio italiano, di ruolo centrocampista.

## Carriera

### Giocatore

#### Club
Giocatore non molto alto ma tenace, dopo una breve esperienza nelle giovanili della Fiorentina gioca per alcuni anni in Serie C e IV Serie in varie società:  Le Signe, Pro Firenze, Siena, Castelfiorentino ed Empoli. Nel 1952 viene ingaggiato dall'Ascoli, in IV serie, dove giocando come mezzala segna diversi goal.

##### Bari
Nell'estate 1953, su segnalazione del colonnello Petti viene acquistato dal Bari, in cerca di risalita dalla IV serie. Esordisce con la maglia dei pugliesi il 27 settembre 1953 a Cosenza, dove segna il suo primo goal in biancorosso. Nel Bari gioca dieci campionati, ottenendo quattro promozioni: una dalla IV serie al primo anno, un'altra dalla Serie C nell'anno successivo, e due volte dalla Serie B, nel 1958 e nel 1963.
Nei galletti è per diversi anni parte della "linea mediana" Mazzoni-Seghedoni-Cappa e per molto tempo capitano. Gioca in tutto 313 gare di campionato (attualmente terzo per numero di presenze in biancorosso, dietro Jean François Gillet e Giovanni Loseto che hanno giocato rispettivamente 353 e 318 gare), segnando 25 gol.
Disputa l'ultima partita tra i galletti il 16 giugno 1963 a Cosenza, dove v'ha giocato il primo incontro; alla fine di quest'incontro il Bari torna in serie A. Dopo due campionati giocati a Prato in Serie B (1963-1964) e a Poggibonsi in Serie D (1964-1965), ricoprendo anche le funzioni di allenatore, cessa l'attività agonistica. In carriera ha totalizzato complessivamente 90 presenze e 7 reti in Serie A e 172 presenze e 8 reti in Serie B.

#### Nazionale
Gioca una partita in Nazionale B, un'amichevole disputata a Lugano contro la Svizzera il 3 gennaio 1960, segnando il gol decisivo nel 3-2 finale a favore dei cadetti azzurri.

### Allenatore
Ricopre il primo ruolo da allenatore quando entra a fare parte dello staff tecnico delle giovanili della Fiorentina, allenando Juniores e Primavera. Nell'estate del 1970 viene promosso vice-allenatore, collaborando con Pesaola, Pugliese, Liedholm, Radice, Rocco e Mazzone. Al termine della stagione 1974-1975, in seguito all'abbandono di Nereo Rocco, guida la squadra toscana alla vittoria della Coppa Italia 1974-1975, battendo nella finale di Roma il Milan 3-2. Viene richiamato alla guida della Fiorentina a Dicembre 1977 dopo l'esonero di Carlo Mazzone. Siede sulla panchina viola dalla dodicesima alla sedicesima giornata prima di lasciarla a Beppe Chiappella. Nel 1978 assume la guida del Siena, in Serie C2.
L'anno successivo fonda una scuola calcio, Florentia Sport, che guida fino al giugno del 1990, quando viene ingaggiato da Mario Cecchi Gori, nuovo proprietario della Fiorentina, come responsabile tecnico del settore giovanile viola, ruolo che ricopre fino al fallimento della società nel 2002. Il 6 ottobre 2014 viene inserito nella Hall of Fame Viola, curata da Museo Fiorentina, costola storica della società viola, con il voto di oltre 200 giurati, scelti fra ex giocatori, dirigenti, appassionati della Fiorentina..

## Palmarès

### Giocatore

#### Competizioni nazionali
- Scudetto Dilettanti: 1

Bari: 1953-1954
- Serie C: 1

Bari: 1954-1955

### Allenatore

#### Competizioni nazionali
- Coppa Italia: 1

Fiorentina: 1974-1975